# 陳丹丹
陳丹丹（Queena Chan，1982年6月15日—），前香港無綫電視（TVB）女藝員及企業之星，前香港電視網絡藝員，於無綫電視節目《15/16》中被森美暱稱為「丹丹」。

## 簡介
- 2002年：於第17期無綫電視藝員訓練班畢業後，便簽無綫經理人合約女藝員至2008年4月。訓練班畢業後，曾經參與多個電視劇集和節目演出。
- 2004年至2005年：獲邀擔任許冠傑演唱會的表演嘉賓，漸為人所認識。
- 2006年：於森美及小儀主持的遊戲節目《15/16》中擔任其助手後，常與另一藝員李思雅拍檔，二人亦因而結成朋友。
- 2006年至2007年：在遊戲節目《一擲千金》中擔任千金小姐。
- 2006年及2008年：兩度參與台慶劇《東方之珠》及《珠光寶氣》，分別飾演歌女溫柔和四姨太卓凝。
- 2008年4月：離開無綫電視之後，自行創業。現為Video1314及皇后娛樂有限公司的創辦人、總裁兼首席執行官，主要管理所有項目範疇。
- 2009年2月：重返無綫電視，接拍於3月開拍的20集電視劇《老公萬歲》。
- 2012年：離開無綫電視，轉投香港媒體製作，結束12年與無綫電視之賓主關係。
- 2014年：憑著《來生不做香港人》中的大反派張丹楓（Isabella）而人氣急升。大部分網民均稱讚其令人心寒的演技，並埋怨TVB埋沒人才。

## 感情生活
2008年3月，陳丹丹首次公開承認於兩年前生下一名女兒，並在三年前曾與一名圈外男士拍拖，後來兩人分手後發現自己懷孕決定把孩子生下，男方一直以家人的身份照顧母女倆。後宣布女兒名為楊妍晴（Amelia）。
2015年8月，陳丹丹結識從事建築業的圈外男士，朱謙梁（Nathan），兩人隨後展開相差9年的姐弟戀，並在8個月後入紙申請結婚。兩人於2017年11月迎來一女，朱湯凝，英文名則為Natalie Chu。2019年11月3日，陳丹丹在女兒的兩歲生日派對上宣布懷上第二胎。2020年4月10日，陳丹丹順利產下與朱謙梁的第二名女兒，朱紫盈，英文名為Nellie Chu。

## 曾參與的演出

### 電視劇（無綫電視）
| 首播   | 劇名                           | 角色 |
| 2001年 | 《皆大歡喜》                   | 女子（第62集） 沖茶美女（第75集） |
| 2002年 | 《皆大歡喜》                   | 醜女（第113集） 粗女（第136集） 賓客（第145集） 妓女（第175、231集） 參賽者（第185集） 小玉（第234集） 佳麗（第243集） 青青（第302集）               |
| 2002年 | 《洛神》                       | 歌姬（第14集） |
| 2002年 | 《烈火雄心II》                 | 達通貿易女職員（第26集） |
| 2002年 | 《流金歲月》                   | 賓客（第9集） |
| 2003年 | 《洗冤錄II》                   | 如霧（第2、5集） 妓女（第9、11集） |
| 2003年 | 《皆大歡喜》                   | 小紅（第11集） 靚女（第35集） 女子（第62集） 導遊（第72集） 美同學（第86集） 快餐店員工（第114集） 北姑（第132集） 情侶（第144集） 陪酒妹（第150集） |
| 2003年 | 《十萬噸情緣》                 | 首飾店店員（第15集） |
| 2003年 | 《戀愛自由式》                 | 酒店接待員 |
| 2003年 | 《美麗在望》                   | 護士（第4集） 少女（第7集） |
| 2003年 | 《帝女花》                     | 炮坊女工 |
| 2003年 | 《衝上雲霄》                   | 周芷晴 |
| 2003年 | 《西關大少》                   | 廣州商會學校之學生 |
| 2004年 | 《學警雄心》                   | 護士 |
| 2004年 | 《皆大歡喜》                   | 女同學（第307集） OL（第382-383集） 妓女 |
| 2004年 | 《隔世追兇》                   | 舞小姐 |
| 2004年 | 《青出於藍》                   | 陳亞萍 |
| 2004年 | 《赤沙印記@四葉草.2》          | 學生 |
| 2004年 | 《金枝慾孽》                   | 妹仔 |
| 2005年 | 《我的野蠻奶奶》               | 楊月娥（禮部尚書楊永忠之媳婦 ）(第4集) |
| 2006年 | 《謎情家族》                   | 賓客 |
| 2006年 | 《東方之珠》                   | 溫柔 |
| 2007年 | 《迎妻接福》                   | 紫竹 |
| 2007年 | 《亂世佳人》                   | 霍晴晴 |
| 2007年 | 《溏心風暴》                   | Janet |
| 2007年 | 《同事三分親》                 | 敏琪（第55集） 琪琪（第58集） |
| 2007年 | 《森之愛情》第六集《積分男友》 | 敏友人 |
| 2007年 | 《奸人堅》                     | 馬德才（李家聲）妻 - 婷 |
| 2008年 | 《千謊百計》                   | 茅菲/夏菲（無綫電視收費劇集台） |
| 2008年 | 《古靈精探》                   | Betty |
| 2008年 | 《法證先鋒II》                 | 卓嵐 |
| 2008年 | 《珠光寶氣》                   | 卓凝（Charlie） |
| 2010年 | 《老公萬歲》                   | Lily |
| 2010年 | 《施公奇案II》                 | 吳牡丹 |
| 2010年 | 《刑警》                       | 陳穎芝（Jackie） |
| 2011年 | 《誰家灶頭無煙火》             | 廖太 |
| 2012年 | 《當旺爸爸》                   | 小丹 |

### 電視劇（香港電視網絡）
| 首播   | 劇名               | 角色               |
| 2014年 | 《來生不做香港人》 | 張丹楓（Isabella） |

## 外部連結
- 陳丹丹的Instagram帳戶